# Кабінда (Демократична Республіка Конго)
'Кабінда'  (фр. Kabinda) — місто в Демократичній Республіці Конго. Адміністративний центр провінції Ломамі. Населення за оцінними даними на 2012 рік становить 219 154 людини.
У місті є аеропорт Тунта. Місто є частиною римсько-католицької єпархії Кабінда.
Під час Другої конголезької війни Кабінда була зруйнована в результаті бойових дій між конголезькими силами і руандійськими повстанцями, які просувалися на захід в Алмазодобувний район Мбужі-Маї. Місто було оточене і осаджувалося руандійцями протягом двох років, проте залишилося під контролем уряду.

## Клімат
Місто знаходиться у зоні, котра характеризується кліматом тропічних саван. Найтепліший місяць — травень із середньою температурою 25.2 °C (77.4 °F). Найхолодніший місяць — січень, із середньою температурою 24.2 °С (75.6 °F).
| Клімат Кабінди          | Клімат Кабінди | Клімат Кабінди | Клімат Кабінди | Клімат Кабінди | Клімат Кабінди | Клімат Кабінди | Клімат Кабінди | Клімат Кабінди | Клімат Кабінди | Клімат Кабінди | Клімат Кабінди | Клімат Кабінди | Клімат Кабінди |
| Показник                | Січ.           | Лют.           | Бер.           | Квіт.          | Трав.          | Черв.          | Лип.           | Серп.          | Вер.           | Жовт.          | Лист.          | Груд.          | Рік            |
| Середня температура, °C | 24,2           | 24,3           | 24,7           | 25             | 25,2           | 24,5           | 24,2           | 24,6           | 24,7           | 24,4           | 24,3           | 24,2           | 24,5           |
| Норма опадів, мм        | 186.5          | 143.1          | 182.2          | 163.3          | 50.1           | 9.7            | 6.7            | 51.6           | 105.9          | 151.7          | 196.5          | 187.9          | 1435.2         |
| Днів з опадами          | 12,1           | 11,9           | 14,3           | 14             | 6,8            | 1,8            | 1,4            | 3,7            | 8              | 11,6           | 15,2           | 15,7           | 116,5          |
| Вологість повітря, %    | 77.2           | 76.5           | 75.1           | 73.7           | 65.2           | 57             | 58.3           | 66             | 70.3           | 73.6           | 75.5           | 76.6           | 70.4           |
| ----------------------- | -------------- | -------------- | -------------- | -------------- | -------------- | -------------- | -------------- | -------------- | -------------- | -------------- | -------------- | -------------- | -------------- |
| Джерело: Weatherbase    |                |                |                |                |                |                |                |                |                |                |                |                |                |